# Anamaría Font
Pour les articles homonymes, voir Font.
Anamaría Font Villaroel, née le 29 septembre 1959 à Anaco, est une physicienne vénézuélienne spécialiste de la physique des particules. Elle mène ses recherches à l'Université centrale du Venezuela. En 2023, elle reçoit le Prix L'Oréal-UNESCO pour les femmes et la science.

## Biographie

### Enfance et éducation
Anamaría Font nait et grandit à Anaco , elle s'intéresse à la science dès l'enfance. Elle est marquée par l'atterrissage de la mission Apollo 11 sur la lune en 1969 et veut être astronaute. Au lycée,elle est fascinée par la chimie et la physique, où elle a eu des professeures femmes enthousiastes et inspirantes. Elle suit des cours de sciences à l'université Simón Bolívar de Caracas et obtient son Bachelor of Science en physique en 1980. Elle mène des recherches sur la théorie des supercordes sous la direction d'Austin Gleeson à l'université du Texas à Austin et suit notamment des cours auprès de Steven Weinberg, prix Nobel de physique en 1979. Elle y soutient sa thèse de doctorat en 1987. Elle mène ses recherches postdoctorales au Laboratoire d'Annecy de physique des particules en France. 

### Carrière
En 1989, elle devient professeure à l'université centrale du Venezuela. Elle est également professeur invitée au Arnold Sommerfeld Center de physique théorique de l'université Louis-et-Maximilien de Munich. Ses recherches portent sur les conséquences de la théorie des supercordes sur la structure de la matière et la gravité quantique. Elles portent également sur les trous noirs et les premiers instants après le Big Bang ainsi que la variété de Calabi-Yau. En juillet 2018 , dans une interview de la revue Physics Today, elle alerte sur l'état de la science au Vénézuéla. En 2023, elle reçoit le Prix L'Oréal-UNESCO pour les femmes et la science

« pour ses travaux en physique théorique des particules, en particulier sur la théorie des supercordes. Cette théorie décrit de manière unifiée et cohérente les particules élémentaires de la nature. »

. 

## Distinction et récompenses
- 2023 : Prix L'Oréal-UNESCO pour les femmes et la science[1]
- 2013 : Membre de l'Académie mondiale des sciences[7]
- 1998 : Prix CIPT du Centre international de physique théorique - Pour les jeunes scientifiques de pays en développement avec Fernando Quevedo[8].